# Pietro Marzotto
Conte Pietro Marzotto (Valdagno, 11 dicembre 1937 – Portogruaro, 26 aprile 2018) è stato un imprenditore italiano, presidente della Marzotto per sedici anni fino al 1998 nonché presidente della Fondazione Marzotto dal 2000 al 2012. È stato anche vicepresidente di Confindustria.

## Biografia
Figlio del conte Gaetano Marzotto e ultimo di sette fratelli, si laurea in Giurisprudenza all'Università Statale di Milano svolgendo nello stesso tempo un periodo di apprendistato come semplice operaio negli stabilimenti di Mortara e Valdagno, quindi entra in azienda dove è nominato nel 1971 direttore delle attività tessili; l'anno dopo ne è l'amministratore delegato, nel 1980 diventa vicepresidente esecutivo. Sempre nel 1980 assume la presidenza della Consortium, un organismo che raccoglie esponenti dell'industria privata italiana con l'obiettivo di risanare aziende in crisi. Come presidente esecutivo si occupa così direttamente della Snia Viscosa elaborando il piano di risanamento. Lascia dopo un anno e mezzo in seguito a divergenze con Enrico Cuccia, numero uno di Mediobanca.
Ritorna in azienda e nel 1982 diventa presidente del gruppo Marzotto, per il quale sviluppa in poco tempo l'export, diversificando inizialmente l'attività (dalla lana al lino) e quindi innestando nel tessile marchi famosi nell'abbigliamento. Di fatto trasforma il gruppo Marzotto in una multinazionale che copre tutti i segmenti della produzione sino all'alta gamma. Dapprima la Bassetti, quindi il Linificio e Canapificio Nazionale, poi la Lanerossi, infine la Guabello. Alla fine degli anni ottanta i dipendenti del gruppo sono 11.000. Nel 1991 la Marzotto entra nella confezione acquisendo la tedesca Hugo Boss ma nel 1997 non va in porto la fusione con la Hdp di Maurizio Romiti, appena quotata in Borsa e nata quell'anno dalla scissione delle attività industriali di Gemina (oltre alla Rcs del Corriere della Sera, le società Fila e Gft, con in più tanta liquidità). È di fatto la fine del progetto sognato da Pietro di una "Grande Marzotto" anche se il gruppo acquisisce nel 2002 la maison Valentino e quota in Borsa nel 2005 la Valentino Fashion Group.
Sin dagli anni ottanta Pietro Marzotto (Pietro in onore di Pietro Badoglio, suo padrino al battesimo) ha un'idea: modernizzare l'azienda allargando la base azionaria, trasformarla in un "public family group" e affidarne la guida a manager esterni in modo da evitare il nodo principale dato dal numero elevato dei Marzotto già giunti alla sesta generazione: "Sono passati i tempi in cui mio padre era l'unico azionista, ora esistono quote frazionate tra cugini di quarto o di quinto grado che non sono neppure più parenti tra loro". Nel 2003 propone anche il nome di Giuseppe Vita, già alla Hugo Boss, come presidente della società. Ma è un progetto che a molti non piace. La famiglia si spacca, Pietro viene via via emarginato finché nel 2004 cede le sue quote, pur essendo l'azionista di maggioranza relativa, e si dimette dalla carica di presidente esecutivo. Dirà qualche anno più tardi: "Mi cacciarono". E si ritira a Valle Zignago nella laguna di Caorle.
Nel novembre 2011, con una cifra vicina ai 26 milioni di euro, ha rilevato i due terzi delle azioni della società Peck, storico marchio gastronomico milanese, diventandone vicepresidente. L'anno dopo ha raggiunto la totalità del capitale. Nel settembre 2016 ha infine ceduto l'intera proprietà ai quattro figli.
Tra le cariche ricoperte si possono ricordare la presidenza dell'Associazione Industriali di Vicenza e dell'Associazione dell'Industria Laniera Italiana. È stato anche vicepresidente di Confindustria.
Nel gennaio 2014 Pietro Marzotto ha dichiarato di autosospendersi dall'Ordine dei Cavalieri del Lavoro, in segno di protesta per la mancata revoca del cavalierato a Silvio Berlusconi per indegnità dopo la condanna per frode fiscale.
È morto il 26 aprile 2018 all'ospedale di Portogruaro (Venezia), dove era ricoverato per complicazioni cardiache e polmonari.

## Controversie
Nel dicembre 2014, insieme ad altri undici imputati, Pietro Marzotto è stato assolto perché il fatto non sussiste dai giudici del Tribunale di Paola dalle accuse di omicidio colposo e disastro ambientale per la morte per cancro, stando all'accusa, di un centinaio di ex dipendenti a causa dell'inalazione di vapori tossici emessi nella lavorazione dei tessuti nello stabilimento La Marlane Marzotto di Praia a Mare, provincia di Cosenza.

## Vita privata
Si è sposato tre volte, l'ultima a 71 anni nel gennaio 2009 in municipio a Padova. La prima volta, a 25 anni, nel 1962 con l'inglese Stefania Searle, da cui ha tre figli: Umberto, Italia, Marina. Poi Pietro ha al suo fianco Titti Ogniben, da cui ha il quarto figlio, Pier Leone. Si sposa la seconda volta a metà degli anni ottanta con Mariolina Doria De Zuliani, slavista veneziana, da cui divorzia nel 2003. Infine la terza volta con Anna Maria Agosto.